# Liebfrauenkirche (Worms)
Die Liebfrauenkirche in Worms war eine Stifts- und ist heute eine römisch-katholische Pfarrkirche. Sie ist die einzig erhaltene gotische Kirche in Worms.

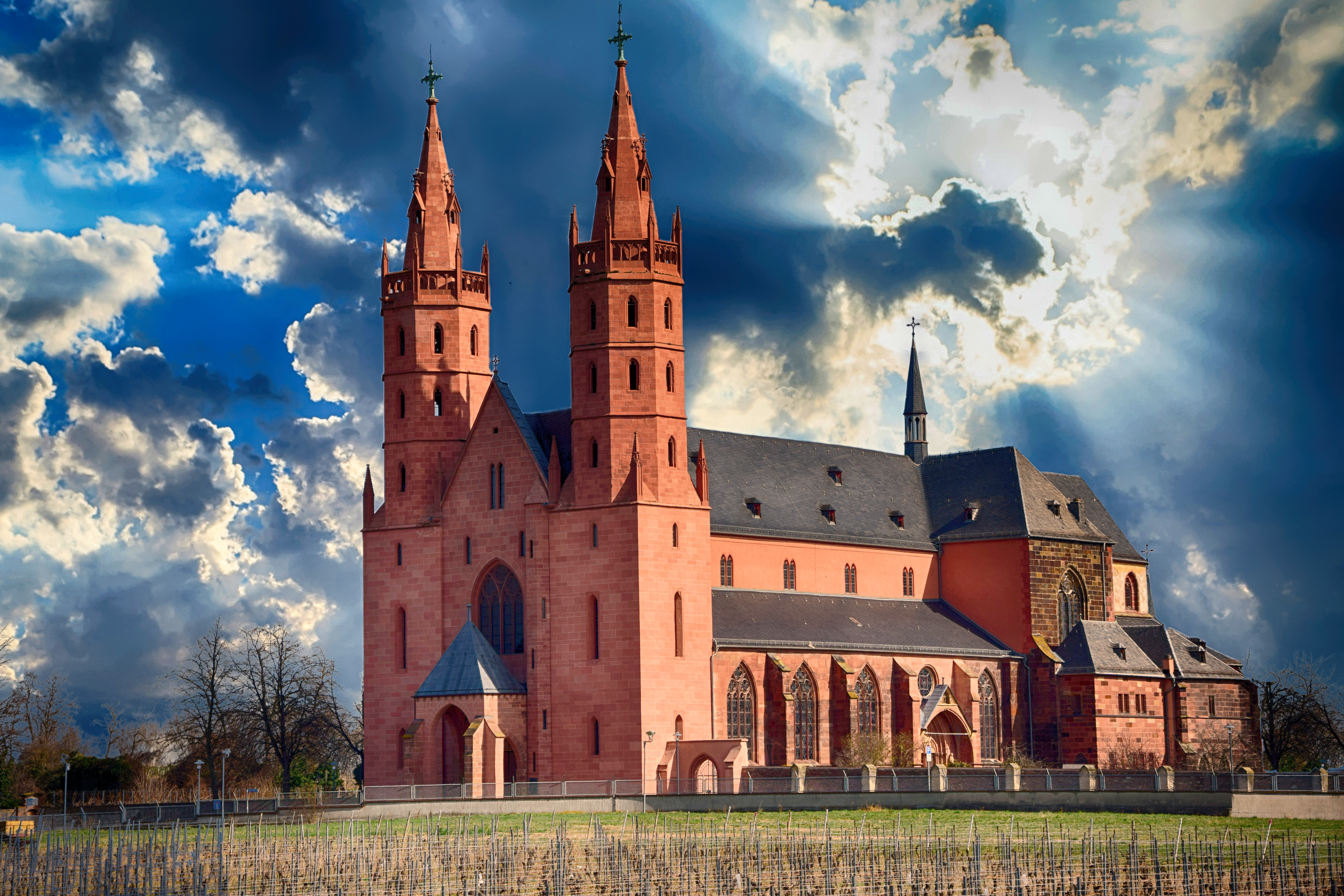
Liebfrauenkirche Worms – Ansicht von Südwesten

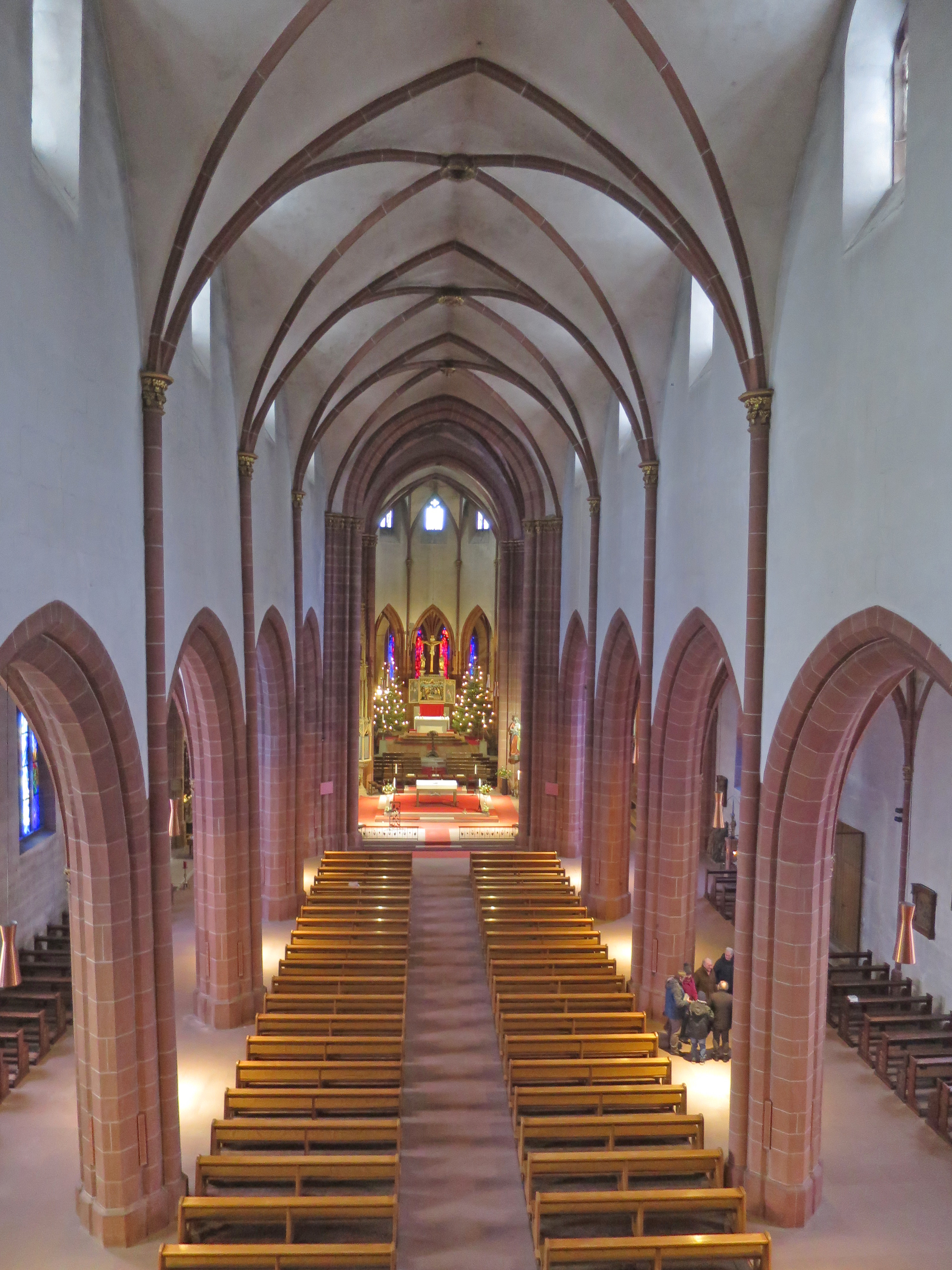
Mittelschiff

## Geografische Lage
Die Liebfrauenkirche ist nach Osten ausgerichtet. Sie liegt nördlich der Altstadt von Worms, knapp innerhalb des zweiten, spätmittelalterlichen, aber außerhalb des hochmittelalterlichen inneren Mauerrings der Altstadt, an der Einmündung der Straße „Liebfrauenstift“ in den „Liebfrauenring“. Nachdem das Gelände der Stadterweiterung innerhalb des äußeren Mauerrings auch in der frühen Neuzeit nur in geringem Umfang bebaut wurde, steht die Kirche, obwohl im Wormser Stadtgebiet zentral gelegen, immer noch in einer großen Grünfläche. Die dort kultivierten Weingärten und ihr Wein, die Liebfrauenmilch, erhielten ihren Namen von der Kirche.

## Geschichte

### Vorgängerbauten
Über die Vorgängerbauten des heutigen Kirchengebäudes ist wenig bekannt. Systematische Archäologische Grabungen haben nicht stattgefunden. Beim Einbau einer Heizung 1963 wurden im Bereich des östlichen Langschiffes und der Vierung Fundamentreste eines Vorgängerbaus freigelegt, aber wohl nicht ausreichend dokumentiert.
Aufgrund des anzunehmenden römischen Friedhofs an der Römischen Rheintalstraße nach Mainz wird eine spätantike, christliche Friedhofskapelle als Keimzelle des Standortes vermutet. Tatsächliche archäologische Funde gibt es aber nur einige hundert Meter entfernt.
Die älteste erhaltene urkundliche Erwähnung des Vorgängerbaus, einer Marienkirche, die auch als „Altes Münster“ bezeichnet wurde, stammt erst aus der Gründungsurkunde des Kollegiatstifts von 1298. Über das Aussehen dieses „Alten Münsters“ ist nichts bekannt.

### Die gotische Kirche

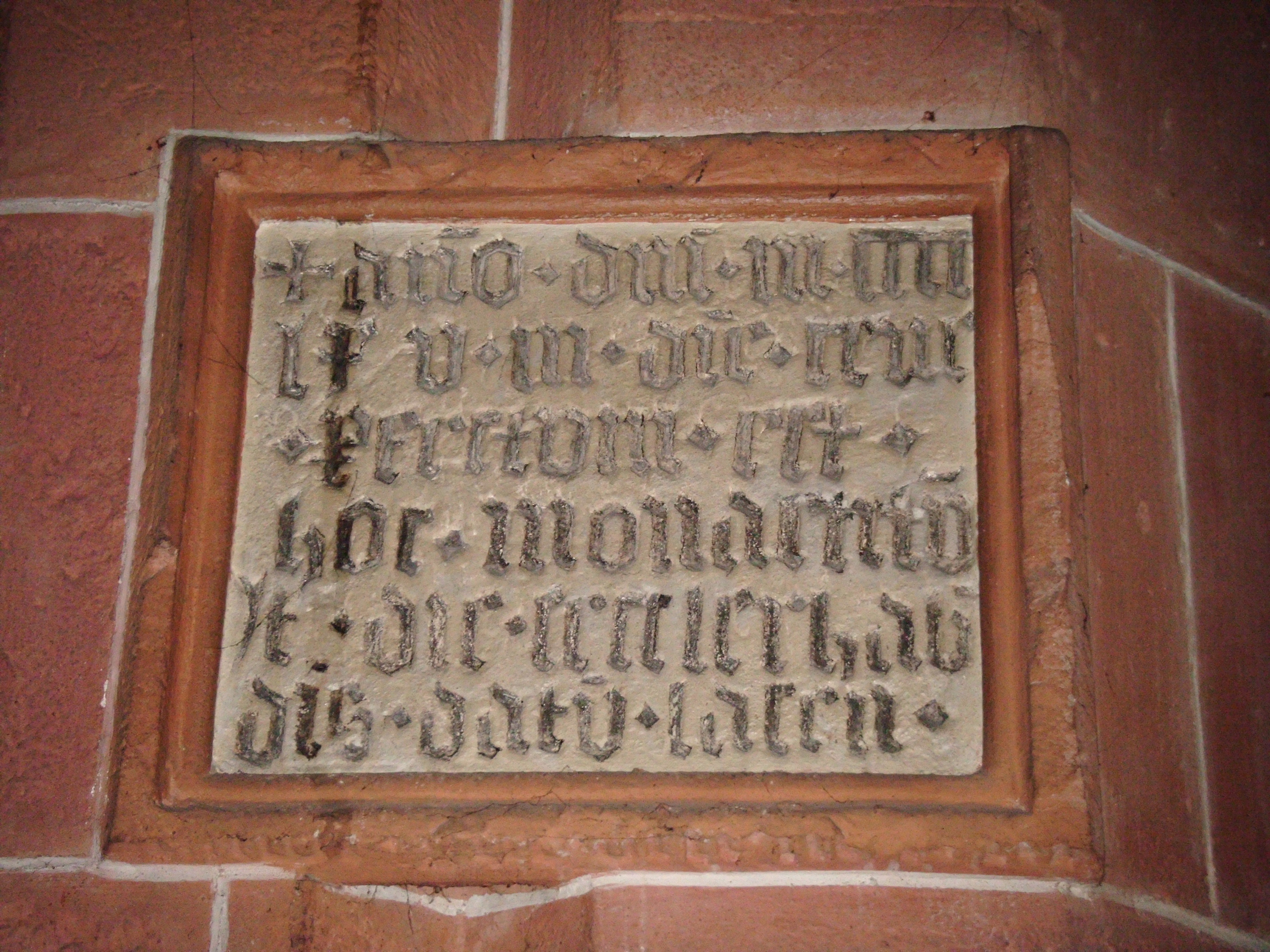
Inschrift am Nordwestpfeiler des Querhauses zum Abschluss der Bauarbeiten am 14. September 1465

Die Nachrichten aus der frühen Phase des Baus beruhen weitgehend auf der um 1500 entstandenen Kirschgartener Chronik, die der Prior des Klosters Kirschgarten, Johannes Heydekyn von Sonsbeck, verfasste. Darüber hinaus lassen Bauuntersuchungen Schlüsse zum Bauablauf zu. Über das ganze 14. Jahrhundert gibt es dann Belege, die Bautätigkeit an der Kirche bezeugen.
Schon in den 1270er Jahren war der Neubau der heute noch stehenden Kirche in einem fortgeschrittenen Stadium. Zunächst wurden die östlichen Teile erstellt, die 1298, bei der Erhebung zum Stift, schon genutzt werden konnten.

Zum 31. Oktober 1298 gründete Bischof Bischof Emich I. Raugraf von Baumburg, unterstützt von seinem Neffen, dem Dompropst und späteren Bischof Heinrich III. von Daun, hier ein Kollegiatstift mit zwölf Kanonikern.
Um 1280 entstand das südliche Seitenschiff. 1290 / 1300 folgte der untere Teil des Westwerks, der als Widerlager für die Gewölbe des Langschiffs benötigt wurde. Um 1320 schlossen die Seitenschiffe an das Westwerk an und der Bau des Mittelschiffs begann. 1350 waren die Schiffe eingewölbt. 1381 war das mit Figuren geschmückte Westportal vollendet und eine Bauinschrift aus dem gleichen Jahr berichtet vom Beginn der Arbeiten am Umgangschor. Hier wurden die ältesten Ostteile durch einen neuen, östlichen Abschluss der Kirche ersetzt und die Querhausfenster neu gestaltet. Im 15. Jahrhundert wurden die Freigeschosse der beiden Türme auf das Westwerk gestellt.
1450 bis 1465 entstanden die Maßwerkfenster. Zum Ende der Bauarbeiten wurde am nordwestlichen Querhauspfeiler eine noch erhaltenen Wandinschrift angebracht, die auf dem 14. September 1465 datiert – allerdings waren die Türme wohl noch nicht fertiggestellt. Während des Baus verlagerten sich Verantwortung und Finanzierung dafür zunehmen weg vom Bischof und hin zu Stadt und Zünften.
Eine Marienwallfahrt ist 1499 erstmals belegt, aber wahrscheinlich älter. Ende des 15. Jahrhunderts wurde an die Südseite der Kirche ein zweigeschossiger Kreuzgang angebaut, in den eine Jodokuskapelle integriert war.

### Frühe Neuzeit

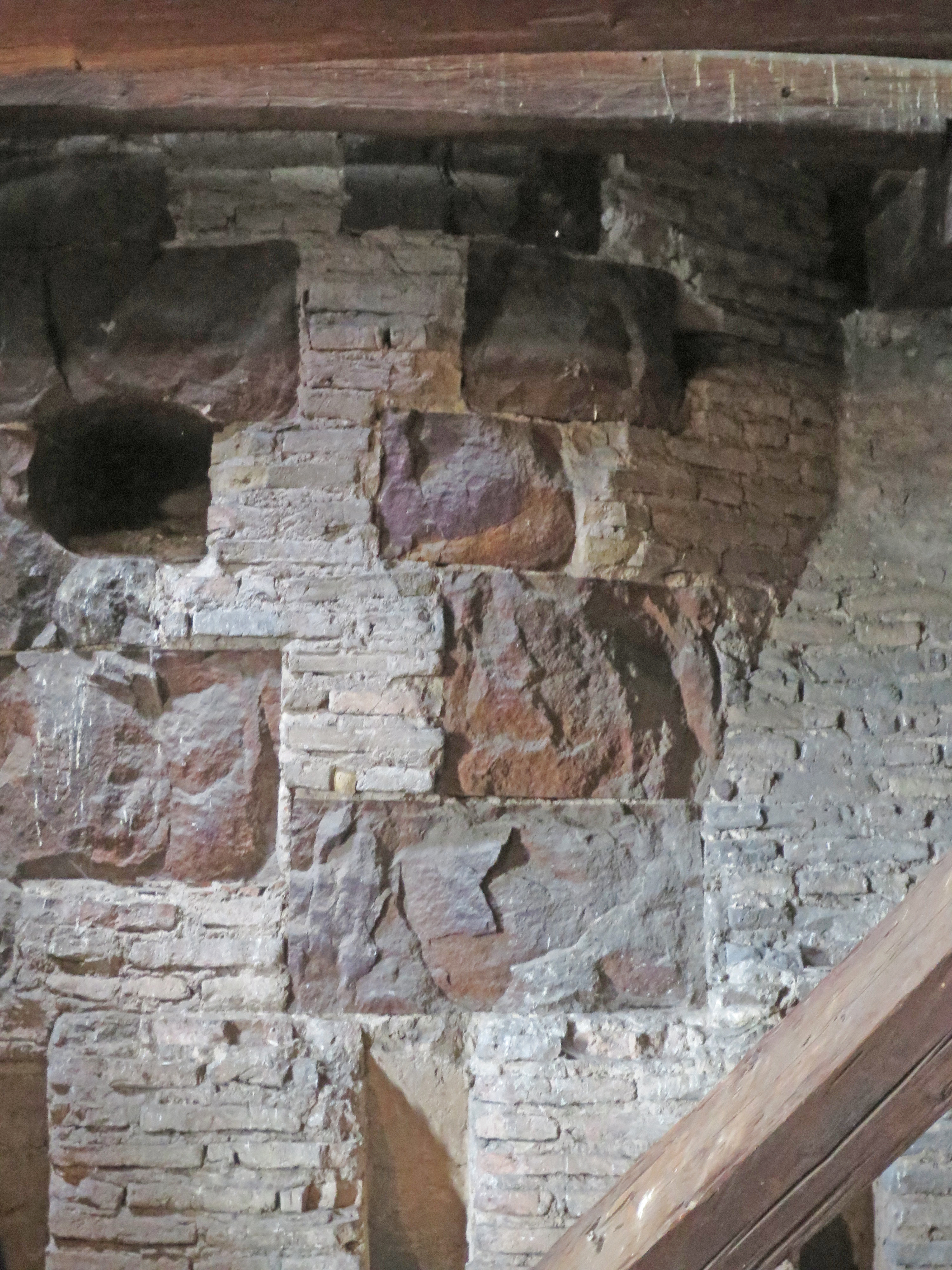
Abgeplatzte Sandstein-Quader, Brandschaden von 1689 am Nordturm

Im Rahmen des Reichstags zu Worms (1495) besuchten Kaiser Maximilian I. und seine Gattin Bianca die Kirche. Wegen des mit der Reformation im 16. Jahrhundert verbundenen Bildersturms wurde die Marienfigur 1565 ausgelagert.
Im Dreißigjährigen Krieg blieb die Liebfrauenkirche – im Gegensatz zur Pfarrkirche St. Amandus – relativ unbeschädigt und ein Teil der benachbarten Stiftsgebäude diente ab dem Ende der 1620er Jahre dem Kapuzinerorden in Worms als Niederlassung. Die Kapuziner erhielten die Jodokuskapelle im Kreuzgang als Konvents- und Klosterkirche zugewiesen.
Im Pfälzischen Erbfolgekrieges brannten Truppen König Ludwigs XIV. die Stadt 1689 nieder. Auch die Liebfrauenkirche brannte aus, verlor ihr Dach, das Gewölbe stürzte ein und die Kirche verlor den südlichen Turmhelm. In Folge der Zerstörungen blieben dauerhaft statische Probleme, die endgültig erst in den 1960er Jahren behoben werden konnten.
Erst 15 Jahre nach der Zerstörung von 1689 begann der Wiederaufbau. Diese Arbeiten waren 1708 abgeschlossen. 1710 erhielt die Kirche eine barocke Orgel. Neu geweiht wurde die Kirche 1712.
Ob bei dieser Wiederherstellung im 18. Jahrhundert auch die Gewölbe bereits wieder eingebaut wurden oder ob das erst während der Restaurierung in den 1860er Jahren geschah, dazu gibt es unterschiedliche Darstellungen. Dabei wurden die Mittelgewölbe, vermutlich um die Außenwände statisch zu entlasten gegenüber den mittelalterlichen Vorgängern etwa einen halben Meter tiefer angesetzt, wobei allerdings die gotischen Formen gewahrt wurden. Die erforderlichen neuen Kapitelle sind Laubwerkkapitelle und wurden in Gips ausgeführt. Die mittelalterlichen Kapitelle blieben im Dachraum über den Gewölben erhalten.
Am Ende des 18. Jahrhunderts soll der bauliche Zustand der Kirche erneut katastrophal gewesen sein.

### Neuzeit

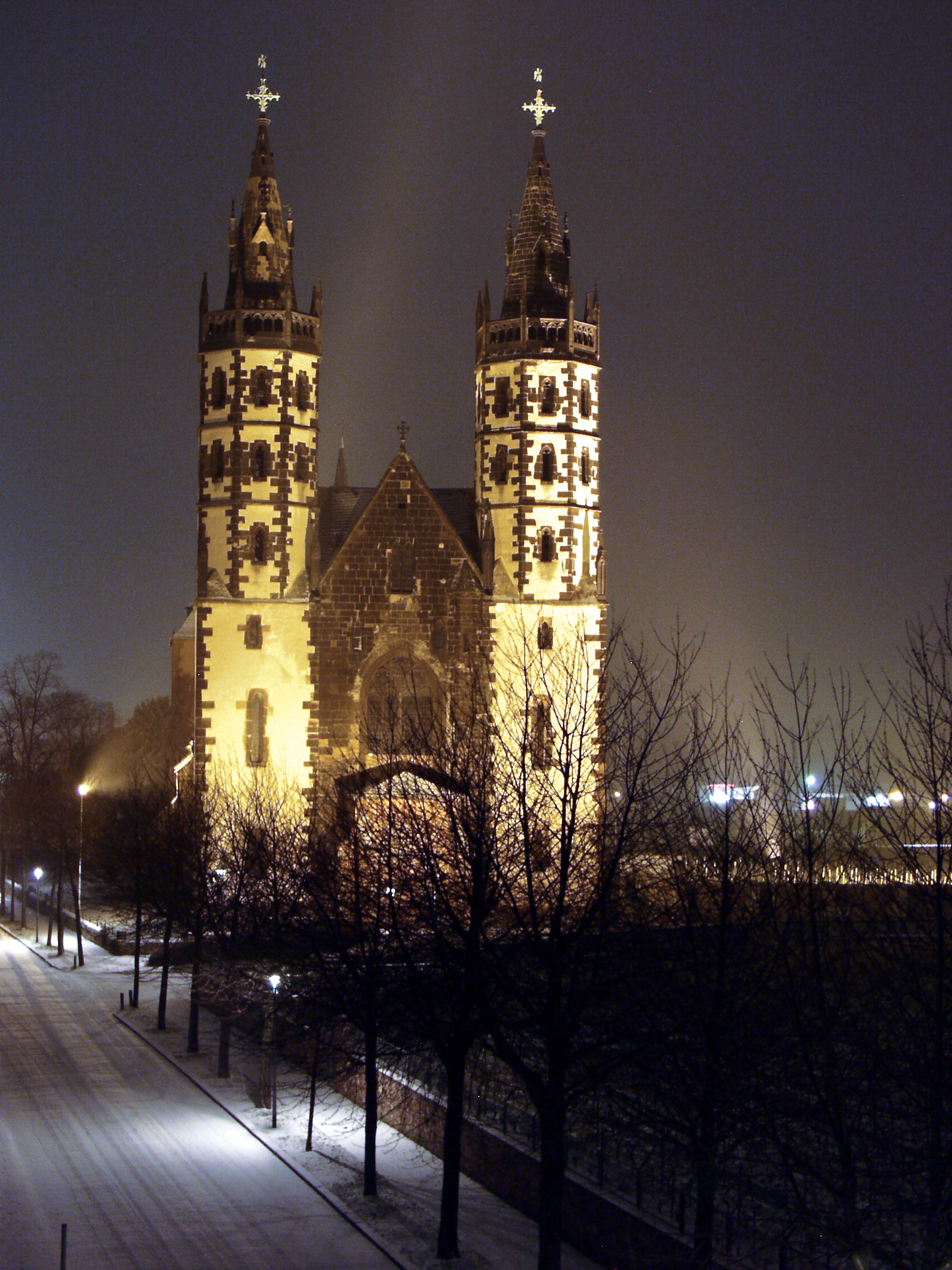
Westfassade vor der letzten Renovierung (2004)

1802 wurden das Stift und die Amandus Pfarrei aufgehoben, die Kirche zunächst der St. Peters-Gemeinde (ehemals: Dom) zugeordnet und erst 1814 profaniert. Sie diente dann bis 1816 als Heumagazin. In Folge dieser Säkularisation wurden Kreuzgang und Jodokuskapelle zerstört und weitgehend abgetragen. Erst ab 1816 wurden in der Kirche wieder Gottesdienste gefeiert. Sie war nun der Pfarrei St. Martin zugeordnet. Unter deren Pfarrer Nikolaus Reuß wurde 1854 der Beschluss gefasst, die Kirche zu sanieren. Das Sanierungskonzept entwarf der Architekt und Mainzer Kreisbaumeister Ignaz Opfermann ab 1858. Die Arbeiten begannen im April 1860 mit der Außeninstandsetzung. Dem folgte bis 1862 die Sanierung des Chors und des Querschiffs. Dabei wurde der alte Lettner abgetragen und das Material für den Bau der Chorschranken verwendet, die den Chorumgang und den Zentralraum des Chors voneinander trennen. Ab 1862 folgte die Sanierung des Langhauses. Die Gewölbe wurden von Peter Muth blau mit goldenen Sternen ausgemalt, Pfeiler, Dienste und Gewölberippen erhielten Sandsteinfarbe. Fast alle Fenster wurden ersetzt. Die neuen stammen von Nikolaus Usinger, Ignaz Hirschvogel und Ignaz Neumair. Die Kirche erhielt insgesamt eine neugotische Innenausstattung. Im Westwerk wurde das Obergeschoss entfernt und ein großes Maßwerkfenster eingebaut. Auch der Dachreiter über der Vierung ist eine neugotische Zutat aus dieser Renovierung. Nach dem Tod Opfermanns 1866 wurden die Arbeiten vom Kreisbaumeister des Kreises Worms abgeschlossen. Die Weihe der neuen Altäre fand am 6. September 1868 statt. Anschließend wurde noch der seit der Stadtzerstörung von 1689 beschädigte Südturm restauriert und erhielt eine dem Nordturm entsprechende Spitze, Arbeiten, die 1882 abgeschlossen waren. Die Sakristei wurde 1905 angebaut.
Zum 1. Januar 1898 wurde Liebfrauen eigenständige Pfarrkirche. Eine Valentinus-Wallfahrt führt seit dem 19. Jahrhundert in die Liebfrauenkirche. Seit 1928 gibt es wieder eine offizielle Marien-Wallfahrt.
Den Zweiten Weltkrieg überstand die Kirche – im Gegensatz zur Wormser Innenstadt – einigermaßen unversehrt, nur die Fenster wurden weitgehend zerstört. Das Gebäude trägt so heute den letzten barocken Groß-Dachstuhl in Worms. Wegen der anhaltenden statischen Probleme blieb die Standsicherheit des Gebäudes aber ein Problem. 1963/64 wurden deshalb die Pfeiler mit Beton verpresst, die Fundamente mit Pfahlgründungen umschlossen und das Gewölbe mit mächtigen Beton-Klammern gesichert. Im Innern wurde ebenfalls in den 1960er Jahren die Liturgiereform des Zweiten Vatikanischen Konzils gestalterisch umgesetzt. Weitere Sanierungen an Dach und Türmen erfolgten in den 1980er Jahren. Ab 2004 fand eine umfangreiche Außenrestaurierung statt, bei der der Westbau in sandstein-rot mit Fugenstrich gestaltet wurde.

## Bestand

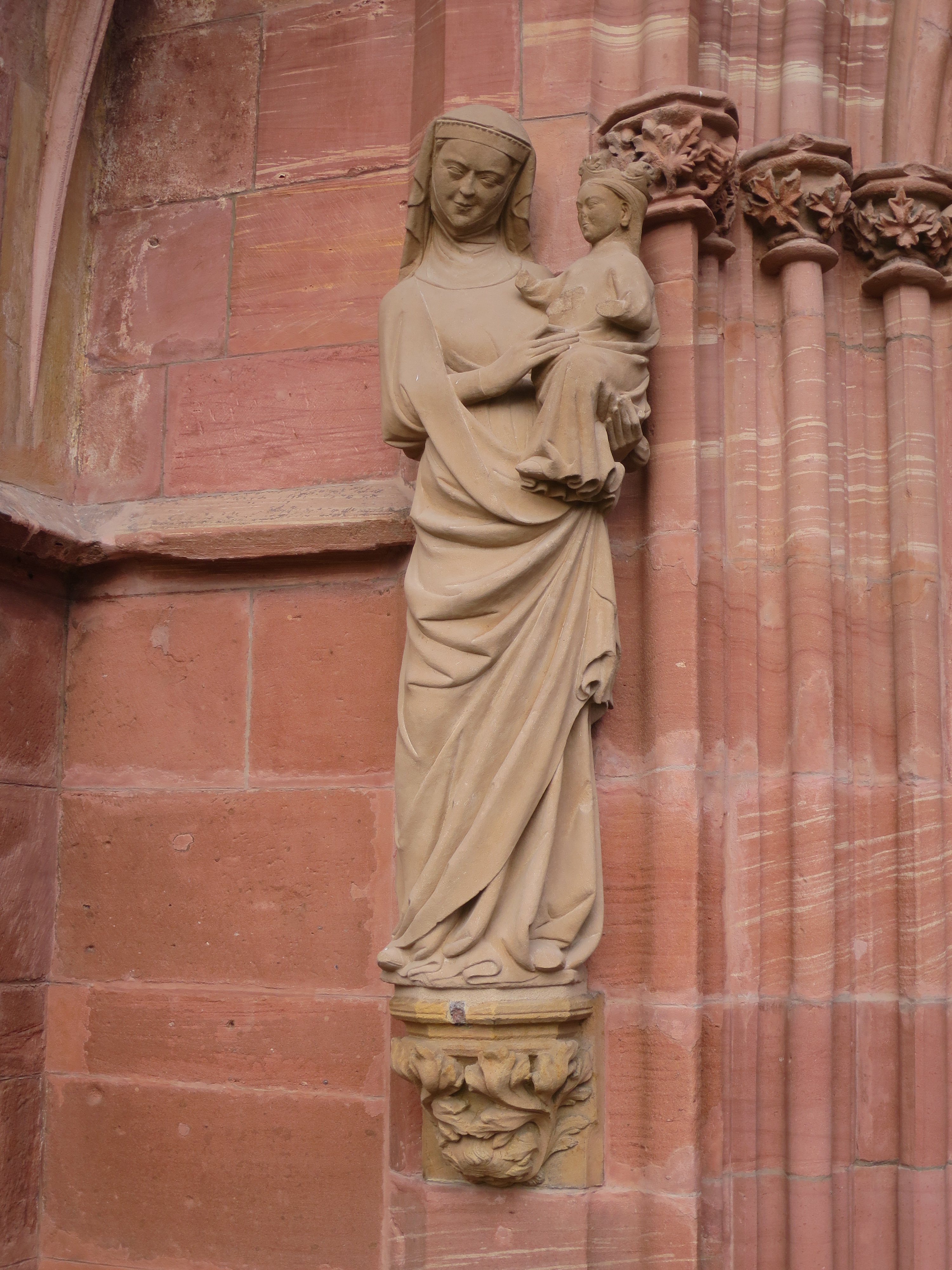
Madonna mit Kind, Südportal

### Gebäude
Die Liebfrauenkirche ist eine langgestreckte, dreischiffige Basilika mit einer Doppelturmfassade. Das Baumaterial wechselt. Eingesetzt wurde Kapuzinerstein, für Gliederungen roter Buntsandstein verwendet, phasenweise auch Mauerziegel verbaut. Das Gebäude hat einen kreuzförmigen Grundriss. Östlich des nur wenig über die Seitenschiffe hinausragenden Querhauses werden die drei Langhausschiffe mit Chor und beidseitigem Chorumgang fortgesetzt. Der Chor hat einen Fünfachtelschluss. Die Gesamtlänge des Innenraums beträgt 78 m, die des Querhauses 22 m. Die Kirche ist komplett mit einem Kreuzrippengewölbe versehen, das bis zu 18,5 m hoch ist. Im Westen schließt das Schiff mit einer barocken Empore ab, auf der ein mit geschnitzten Figuren verzierter Orgelprospekt steht.
Ältester erhaltener Bauschmuck ist das Südportal, das ursprünglich aus den 1270er Jahren stammt, allerdings beim Wiederaufbau der Kirche im 18. Jahrhundert und während der Renovierung im 19. Jahrhundert Veränderungen erfuhr.
Die Westfassade weist zwei Türme und eine Vorhalle auf. Die Türme sind in den Untergeschossen von viereckigem Grundriss, weiter oben achteckig. Der untere Teil des Westwerks entstand um 1290. Der südliche Turmhelm wurde nach der Zerstörung 1689 erst im 19. Jahrhundert nach dem Vorbild des Nordturmes ergänzt. Das mit reichem Figurenschmuck versehene Westportal aus der Zeit um 1310 weist stilistisch Zusammenhänge mit dem Südportal des Wormser Doms und gleichzeitigen Teilen des Straßburger Münsters auf. Dessen Tympanon ist horizontal geteilt und zeigt oben eine Krönung Mariens und unten den Marientod.
Die Kirche ist heute ein Kulturdenkmal aufgrund des Rheinland-Pfälzischen Denkmalschutzgesetzes.

### Ausstattung

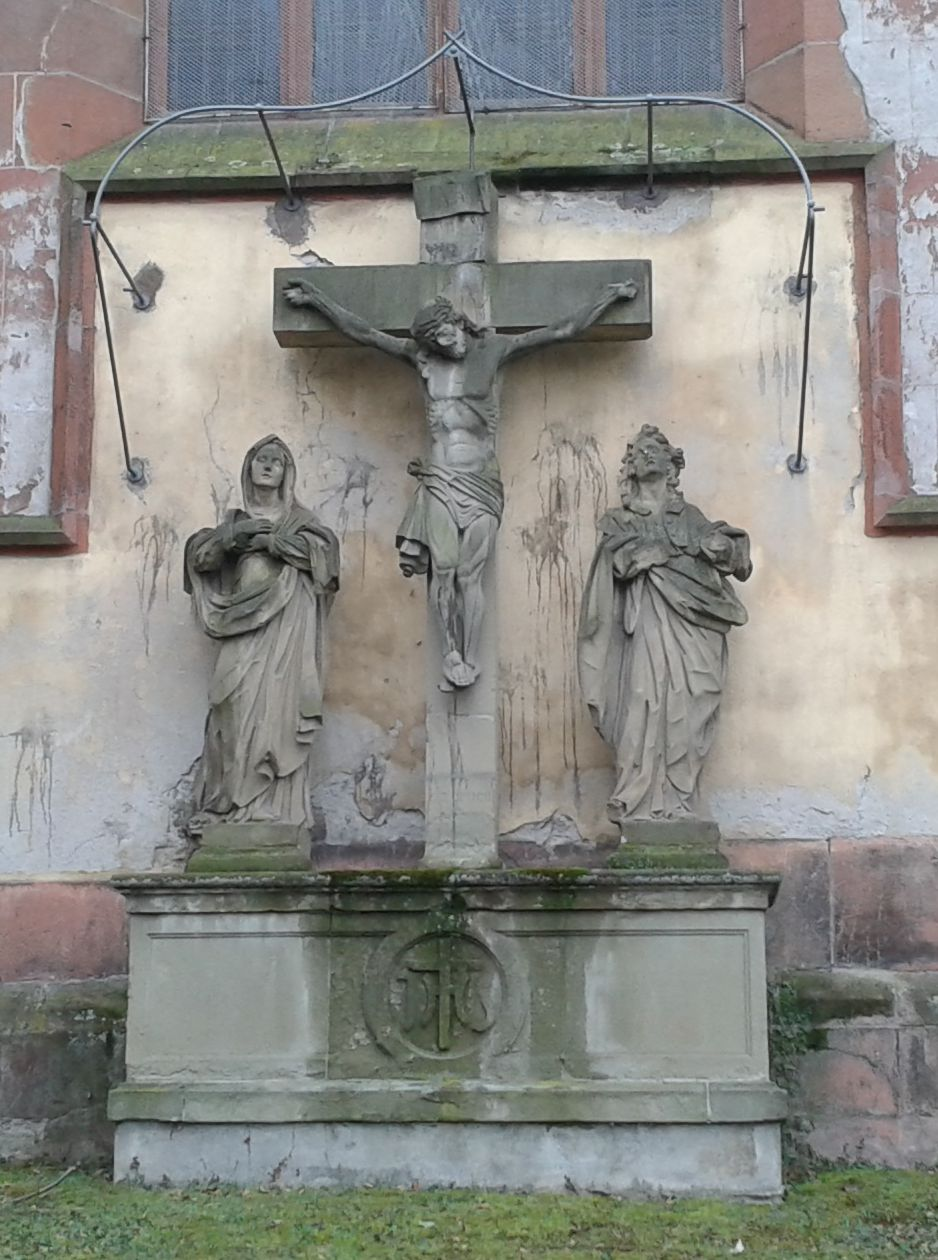
Kreuzigungsgruppe an der Nordseite

Um 1260 entstand das in der Kirche erhaltene, jedoch im 19. Jahrhundert durch Gottfried Renn aus Speyer entstellend überarbeitete Holz-Gnadenbild der Mutter Gottes. Nordöstlich im Seitenschiff steht eine Figurengruppe „Anna Selbdritt“, ursprünglich vom Südportal und um 1276 geschaffen, deren Jesuskind allerdings verloren gegangen ist.
Das geschnitzte Retabel des Hochaltars im Chor stammt vom Ende des 15. Jahrhunderts, wurde aus der Martinskirche hierher versetzt und mit neugotischen Aufbauten versehen. Aus gleicher Zeit, von 1470, stammt ein Heiliges Grab mit lebensgroßen Steinfiguren im Erdgeschoss des Südturmes sowie das turmartige Sakramentshäuschen, das am nordöstlichen Vierungspfeiler steht. Vor der nördlichen Außenwand steht die Kopie einer Kreuzigungsgruppe von 1493, wobei die beiden begleitenden Figuren der Maria und des Johannes Ergänzungen aus dem 18. Jahrhundert sind.
Im Querhaus steht von Christoph Franck aus Speyer um 1625 geschnitztes, manieristisches Chorgestühl.
Aus der zweiten Hälfte des 19. Jahrhunderts stammt der neugotische Valentinus-Altar im südlichen Querhaus.
1919 wurde außen vor der Südwand eine Beweinung Christi von Heinrich Waderé aufgestellt, zugleich ein Denkmal für die Opfer des Ersten Weltkriegs.
1966 bis 1995 schuf der Mainzer Glasmaler Alois Plum einen Fensterzyklus als Ersatz für die im Bombenangriff von 1943 zerstörten Fenster. Nach Art der mittelalterlichen Biblia pauperum sind hier Szenen aus der Heilsgeschichte des Alten und Neuen Testaments dargestellt: Die fünf Fenster auf der Nordseite zeigen Szenen aus dem Alten und die entsprechenden Fenster auf der gegenüberliegenden Südseite Szenen aus dem Neuen Testament.

### Orgel

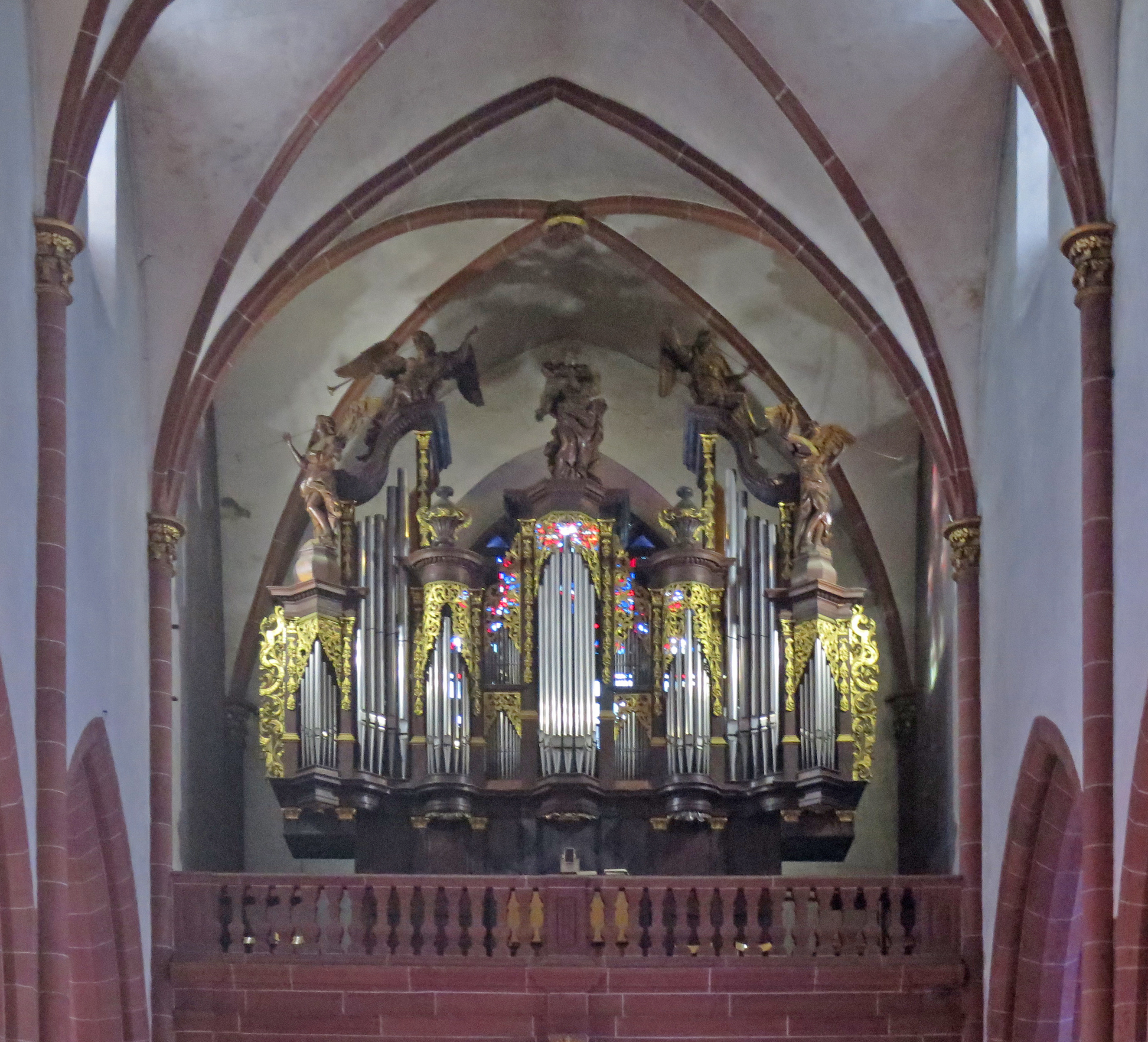
Historischer Orgelprospekt der Hauptorgel

Der Baubefund des Hochschiffes lässt für 1380 auf eine Orgel schließen. Nachweislich 1545 ist eine Orgel bezeugt, die 1689 beim Stadtbrand Schaden litt. Diese Vorgängerinstrumente waren wohl an der Nordwand des Mittelschiffs angebracht. Auf die 1708 errichtete Westempore wurde um 1712 ein neues Instrument von einem unbekannten Orgelbauer aufgestellt, der einige Register aus der Vorgängerorgel in den Neubau übernahm und dessen barockes Gehäuse ist. Vermutet werden Johann Jakob Dahm, Onimus, Johannes Kohlhaas der Ältere oder Johann Anton Ignaz Will (1674–1726). Der neunachsige Prospekt hat in der Mitte drei Rundtürme für das Manualwerk, die durch zweigeschossige Pfeifenflachfelder verbunden werden. An die überhöhten Harfenfelder schließen sich außen zwei kleine Spitztürme an. Dahinter ist das Pedalwerk aufgestellt. Der trapezförmige Mittelturm wird von der Figur der Maria bekrönt, die von vier Posaunenengeln flankiert wird. Nachdem ein Positiv mit 7 Registern entfernt worden war, verfügte die Orgel noch über 18 Register auf einem Manual und Pedal. Im Zuge der Säkularisation wurde das Instrument beschädigt. Reparaturen erfolgten 1805 durch Johann Christoph Jeckel und 1820 durch seinen Schwiegersohn Voller. Ein Erweiterungsumbau durch Bernhard Dreymann 1852 mit einem Positiv auf einem zweiten Manual scheiterte an den finanziellen Mitteln. Stattdessen wurden vier Register ergänzt und die Klaviaturen von Manual und Pedal erneuert. Erich Breitmann renovierte das vom Holzwurm befallene Werk 1955/1956 und ergänzte ein zweites Manualwerk. Er baute einen freistehenden Spieltisch ein und elektrifizierte die Traktur. Ein weiterer Erweiterungsumbau durch Breitmann auf 34 Register folgte 1968. In diesem Zuge wurde die Traktur wieder mechanisch ausgeführt und der Spieltisch in die Orgel integriert. Von einem dritten Manual ist die Chororgel anspielbar. Die bekrönenden Figuren wurden aus dem Städtischen Museum zurückgegeben und dem historischen Gehäuse wieder aufgesetzt. Teile des Pfeifenwerks aus dem Anfang des 18. Jahrhunderts und von Dahm sind erhalten. Die Disposition lautet seitdem wie folgt:
| I Hauptwerk C–g3 |       |
| Bourdon          | 16′   |
| Principal        | 8′    |
| Gedackt          | 8′    |
| Oktave           | 4′    |
| Klein-Gedackt    | 4′    |
| Quinte           | 2 ⁄3′ |
| Super-Oktave     | 2′    |
| Mixtur IV        |       |
| Scharff IV       |       |
| Kornett IV D     |       |
| Trompete         | 8′    |

| II Oberwerk C–g3  |        |
| Rohrflöte         | 8′     |
| Stillgedackt      | 8′     |
| Salicional        | 8′     |
| Praestant         | 4′     |
| Blockflöte        | 4′     |
| Nasat             | 2 ⁄3′  |
| Ital. Prinzipal   | 2′     |
| Waldflöte         | 2′     |
| Terz              | 1 3⁄5′ |
| Quinte            | 1 ⁄3′  |
| Sifflöte          | 1′     |
| Zimbel III        |        |
| Vox humana        | 8′     |
| Schalmei          | 4′     |
| Tremulant langsam |        |
| Tremulant schnell |        |

| Pedal C–f1    |     |
| Principalbass | 16′ |
| Subbass       | 16′ |
| Oktavbass     | 8′  |
| Gedacktbass   | 8′  |
| Choralbass    | 4′  |
| Quintadena    | 4′  |
| Mixtur V      |     |
| Posaune       | 16′ |
| Clairon       | 2′  |

- Koppeln: II/I, I/P, II/P, III/P
- Spielhilfen: 2 freie Kombinationen, Tutti, Auslöser, Zungen ab

1973 baute Breitmann eine neue Chororgel mit neun Registern und einem eigenen zweimanualigen Spieltisch, die auch von der Hauptorgel anspielbar ist. Seitdem verfügt die Orgelanlage insgesamt über 43 klingende Register. Die Chororgel weist folgende Disposition auf:
| I Hauptwerk C–g3 |    |
| Holzgedackt      | 8′ |
| Principal        | 4′ |
| Mixtur III       | 1′ |

| II Positiv C–g3 |       |
| Quintadena      | 8′    |
| Rohrflöte       | 4′    |
| Sifflöte        | 2′    |
| Quinte          | 1 ⁄3′ |

| Pedal C–f1 |     |
| Gedacktbaß | 16′ |
| Choralbaß  | 4′  |

- Koppel: II/I, I/P, II/P

### Grablege
Die älteste bekannte Grablege war die eines Wormser Bürgers, Heinrich, genannt Finco, aus Nordheim, der 1309 in der Kirche bestattet wurde. Zahlreiche weitere Bestattungen sind bekannt. Im Chorumgang der Liebfrauenkirche befinden sich zahlreiche Grabdenkmäler von hier beigesetzten Stiftsklerikern und anderen Personen aus der Zeit vom 14. bis zum 18. Jahrhundert, unter ihnen die von
- Rosina von Oberstein, geb. Schliederer von Lachen († 1615), Schwester des Kartäuserprovinzials Caspar Schliederer von Lachen und Schwägerin des Speyerer Reform-Domdekans Andreas von Oberstein,
- Bischof Hugo Eberhard Cratz von Scharfenstein († 1663)[32],
- Johann Friedrich Faber († 1724), kurtrierer und bischöflich Wormser Vizekanzler und Reichstagsgesandter des Oberrheinischen Kreises,
- Weihbischof Johann Anton Wallreuther († 1734); das Epitaph befand sich in der Anfang des 19. Jahrhunderts abgerissenen Johanneskirche und wurde hierher versetzt
- Freiherr Ignatius Ferdinand von Vogelius († 1784); im südlichen Seitenschiff; aus der abgetragenen Dominikanerkirche hierher versetzt.

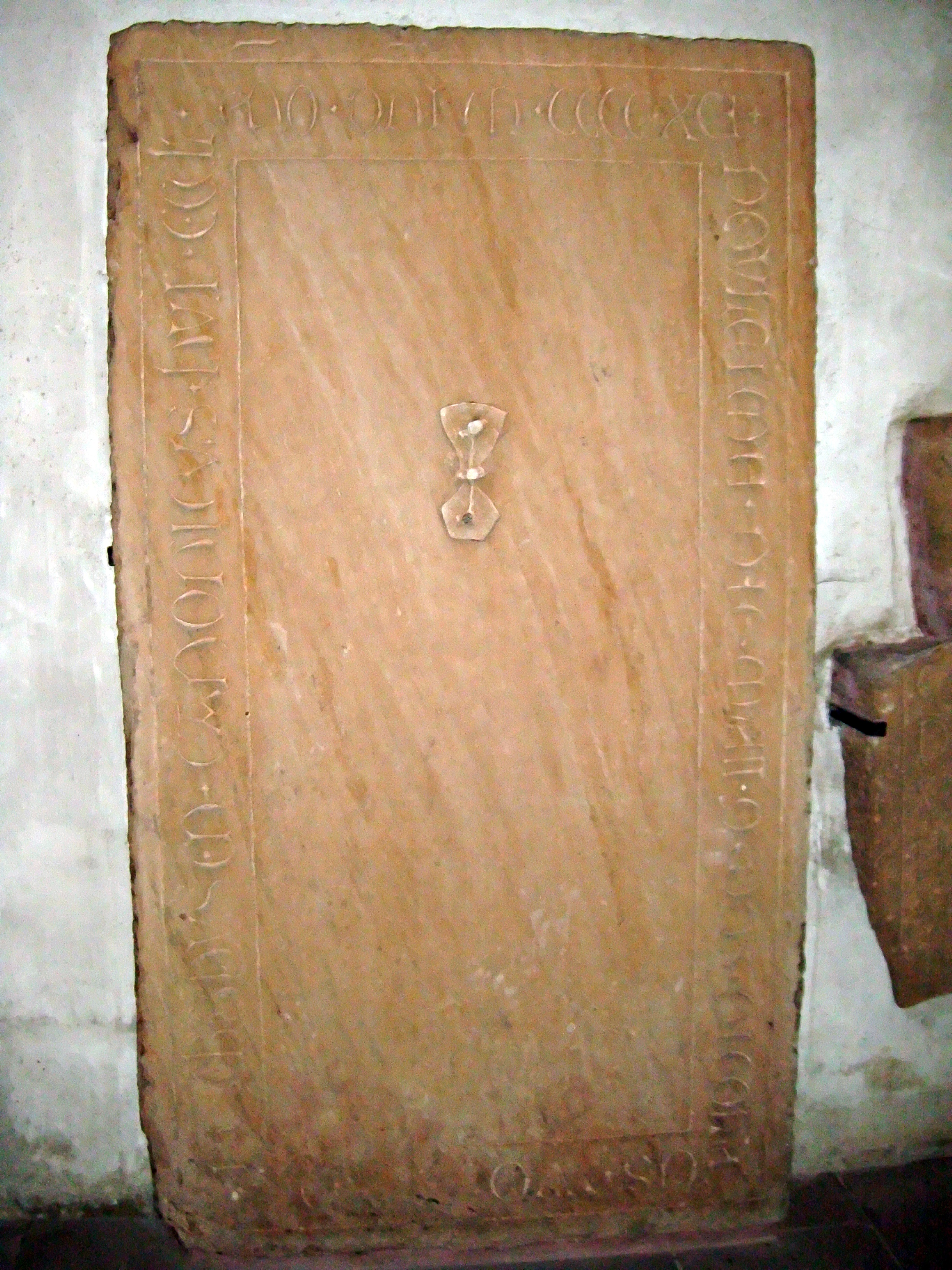
Grabplatte des Stiftskanonikers Nikolaus Worempe († 1491)
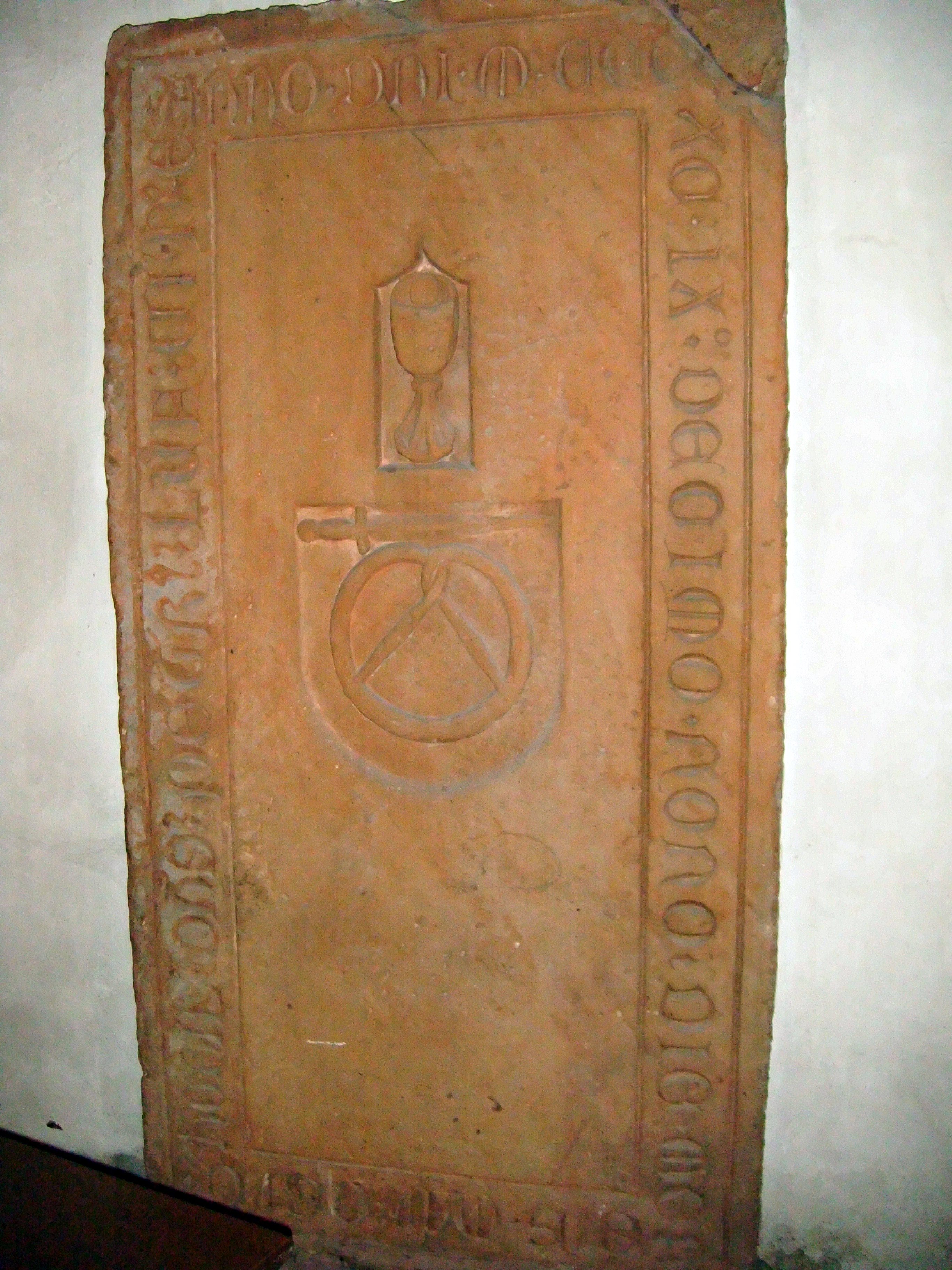
Grabplatte des Stiftsvikars Peter Luff († 1499)
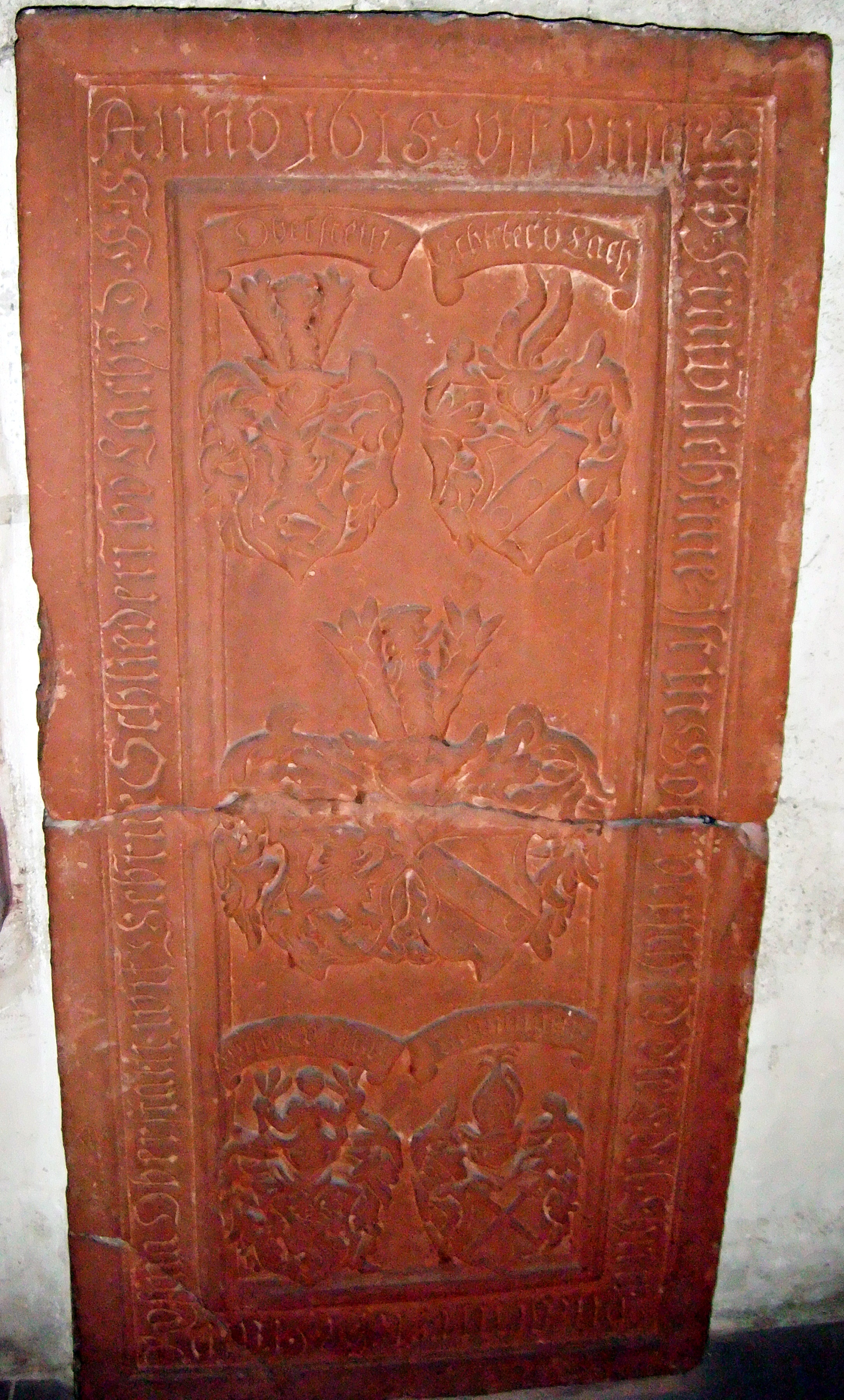
Grabplatte der Rosina von Oberstein, geb. Schliederer von Lachen († 1615)
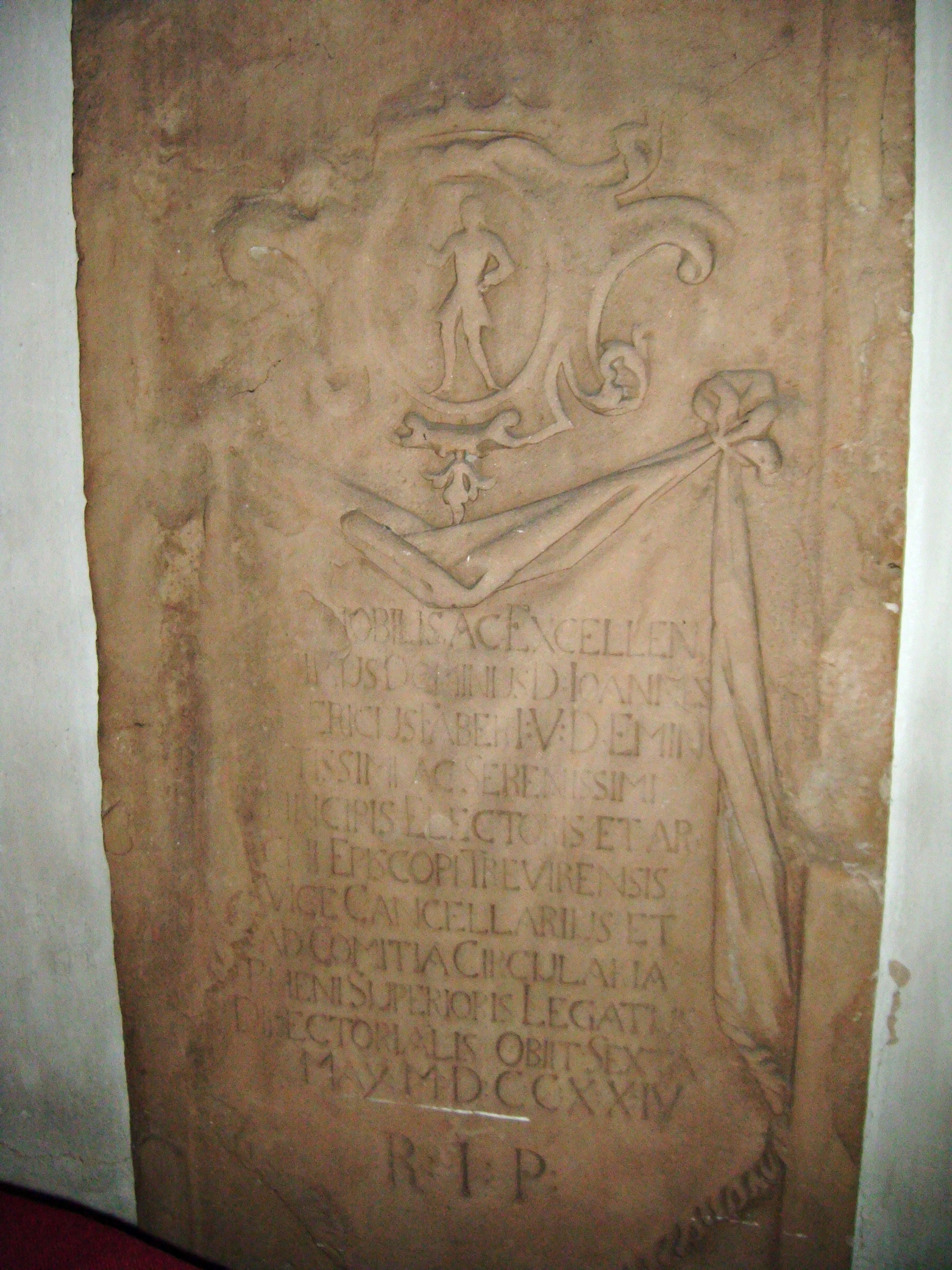
Grabplatte des Diplomaten Johann Friedrich Faber († 1724)
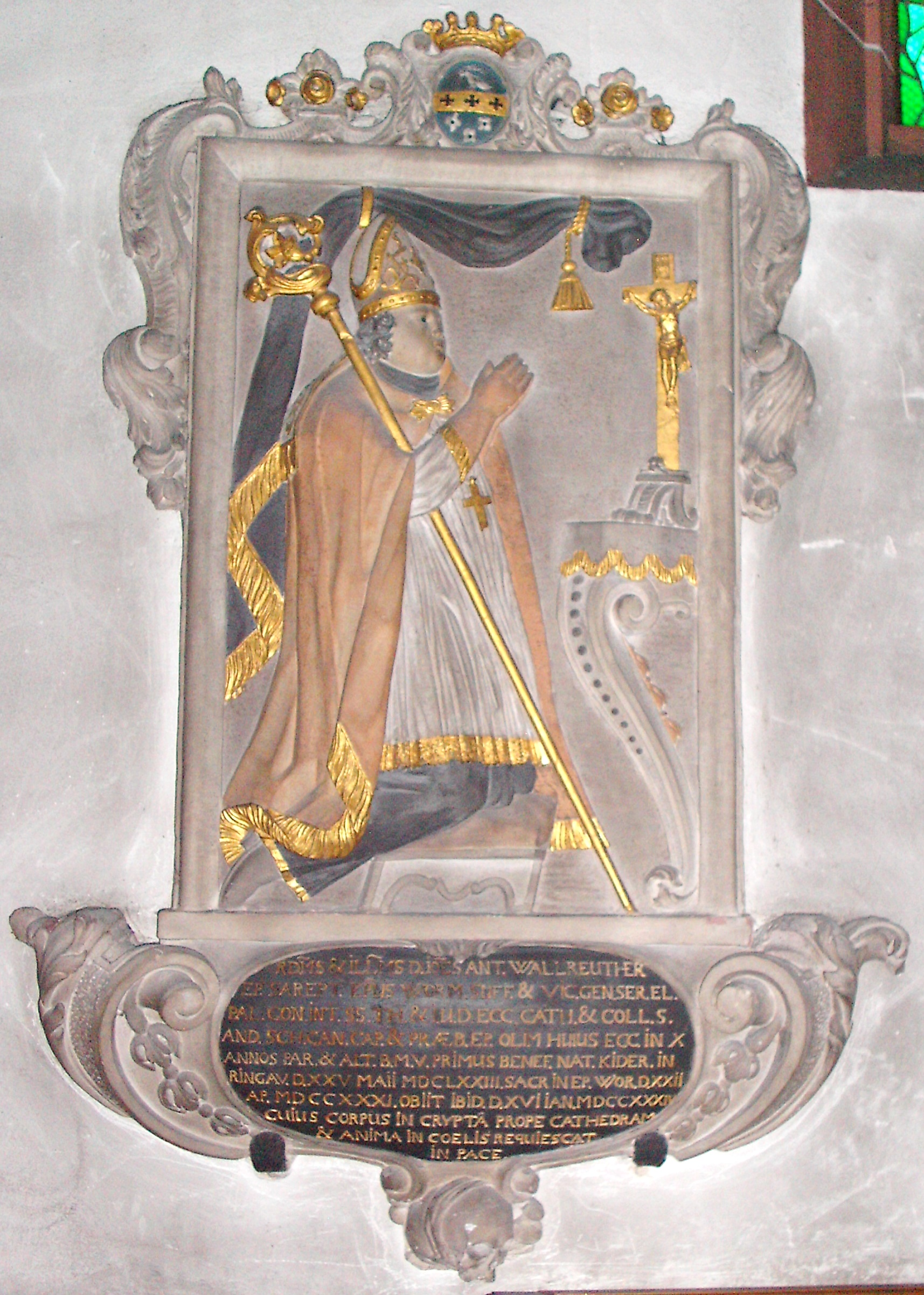
Epitaph von Weihbischof Johann Anton Wallreuther
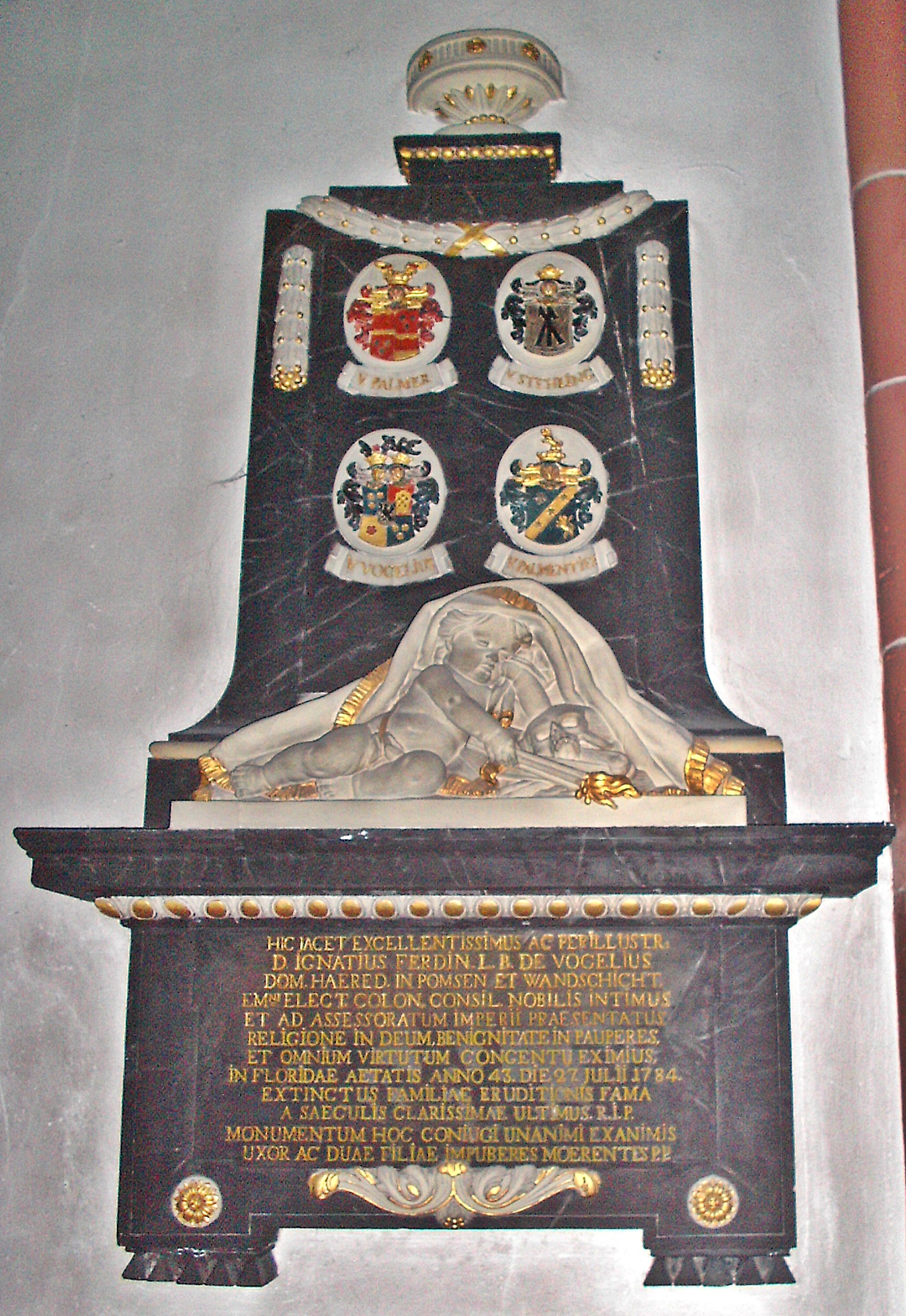
Epitaph des Freiherrn Ignatius Ferdinand von Vogelius

## Weinberge

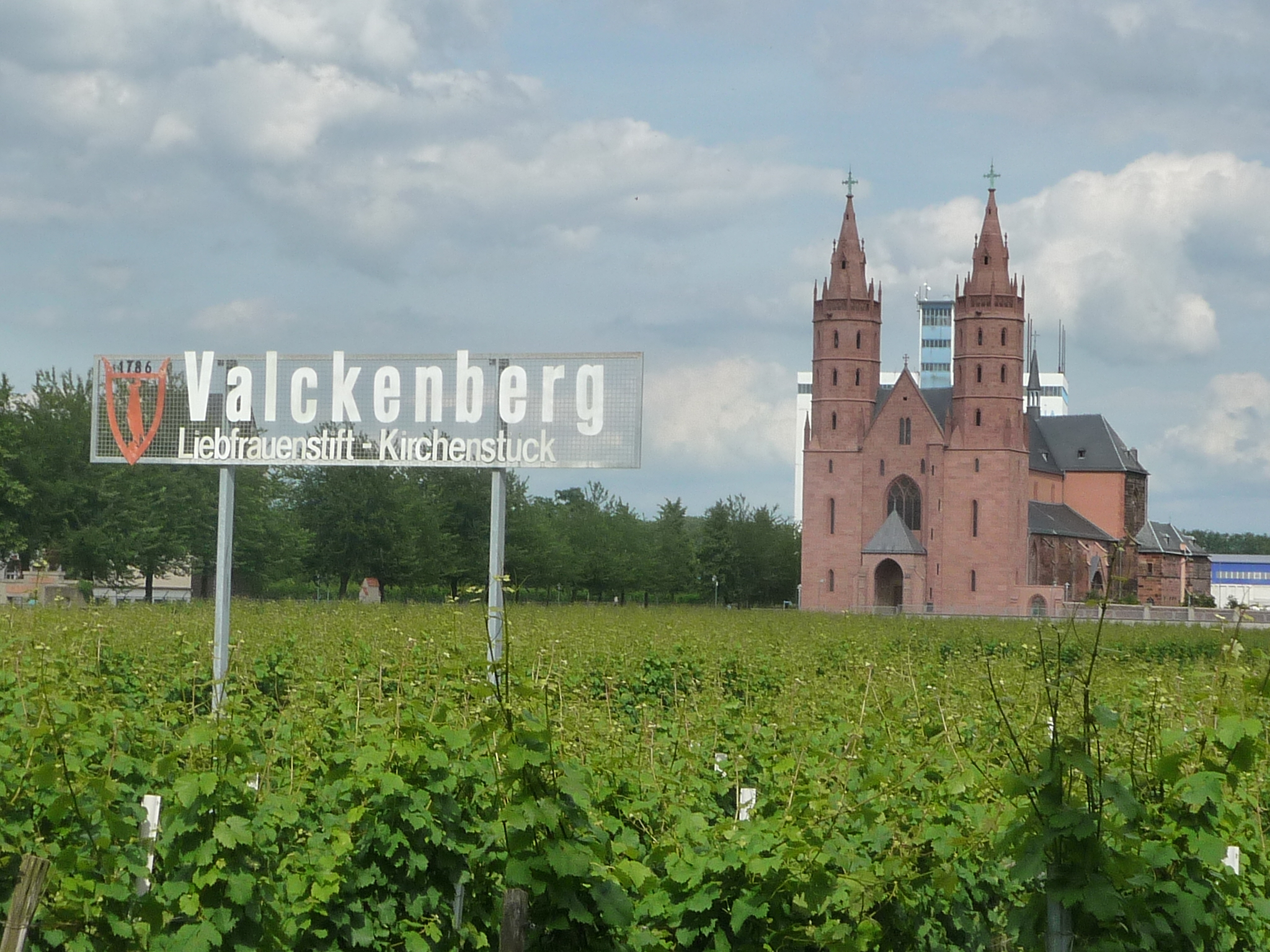
Liebfrauenkirche mit Liebfrauenwein

Die Liebfrauenkirche gab der Liebfrauenmilch aus den umgebenden Weingärten ihren Namen. Weinhändler Peter Joseph Valckenberg kaufte die Weingärten 1808 bei einer Versteigerung von Nationalgütern im Rahmen der Säkularisation und machte den Markennamen berühmt.

### Allgemein
- Fritz Bender: Die Liebfrauenkirche zu Worms. Ein Beitrag zur Geschichte der Architektur am Mittel- und Oberrhein im 13. Und frühen 14. Jahrhundert. In: Der Wormsgau. 1/1926, S. 33–68.
- Otto Böcher, Leonhard Veith: Die Liebfrauenkirche in Worms und ihre Fenster = Rheinischer Verein für Kunststätten und Landschaftsschutz (Hrsg.): Rheinische Kunststätten. 429, Köln 1998, ISBN 3-88094-830-5.
- Gerold Bönnen (Hrsg.): Liebfrauen Worms 1298–1998. 700 Jahre Stift – 100 Jahre Pfarrei (= Quellen und Abhandlungen zur mittelrheinischen Kirchengeschichte. Bd. 86). 1998, ISBN 978-3-929135-18-3
- Christian Decker, Jürgen Keddigkeit, Tina Schöbel: Worms, St. Maria. Kollegiatstift Liebfrauen (Nebenstift des Doms). In: Jürgen Keddigkeit, Matthias Untermann, Sabine Klapp, Charlotte Lagemann, Hans Ammerich (Hrsg.): Pfälzisches Klosterlexikon. Handbuch der pfälzischen Klöster, Stifte und Kommenden Band 5 = Beiträge zur pfälzischen Geschichte Band 26.5. Institut für pfälzische Geschichte und Volkskunde, Kaiserslautern 2019. ISBN 978-3-927754-86-7, S. 853–893.
- Joachim Glatz (1): Die Wormser Liebfrauenkirche. Anmerkungen zur Baugeschichte und Bedeutung. In: Gerold Bönnen (Hrsg.): Liebfrauen Worms 1298–1998. 700 Jahre Stift – 100 Jahre Pfarrei (= Quellen und Abhandlungen zur mittelrheinischen Kirchengeschichte. Bd. 86). 1998, ISBN 978-3-929135-18-3, S. 365–387.
- Joachim Glatz (2): Die Wormser Liebfrauenkirche. Anmerkungen zur Baugeschichte und Bedeutung. In: Otto Böcher, Leonhard Veith: Die Liebfrauenkirche in Worms und ihre Fenster (= Rheinische Kunststätten. Heft 429), Neuss 1998.
- Silvia Speckert: Ignaz Opfermann (1799–1866): Ausgewählte Beispiele seiner Bautätigkeit im Umkreis der Stadt Mainz = Hausarbeit zur Erlangung des Akademischen Grades eines Magister [!] Artium. Johannes Gutenberg-Universität Mainz 1989. Maschinenschriftlich. Band 1: Text, Band 2: Tafeln. Stadtarchiv Mainz 1991/25, Nr. 11.
- Irene Spille: Liebfrauenkirche Worms. Schnell und Steiner, Regensburg 2023, ISBN 978-3-7954-7300-6
- Irene Spille: Stadt Worms = Denkmaltopographie Bundesrepublik Deutschland. Kulturdenkmäler Rheinland-Pfalz 10. Wernersche Verlagsgesellschaft, Worms 1992. ISBN 3-88462-084-3
- Franz Staab (Hrsg.): Liebfrauen Worms 1298–1998. Verlag der Gesellschaft für mittelrheinische Kirchengeschichte, Mainz 1998, ISBN 3-929135-18-3

### Zur Orgel
- Erich Breitmann u. a.: Der Orgelbauer legt Hand an. In: Der Springende Punkt, Pfarrzeitung der Pfarrei Worms-Liebfrauen 143, 4/2012, S. 17.
- Manfred Simon: 300 Jahre Liebfrauenorgel. In: Der Springende Punkt, Pfarrzeitung der Pfarrei Worms-Liebfrauen 143, 3/2012, S. 3.
- Burkhard Spiegel: Die Liebfrauenorgel – geschichtlicher Abriss. In: Der Springende Punkt, Pfarrzeitung der Pfarrei Worms-Liebfrauen 143, 3/2012, S. 6 f.
- Burkhard Spiegel: Diese Orgel hat eine Seele – Interview mit Herrn Walter Koblitz. In: Der Springende Punkt, Pfarrzeitung der Pfarrei Worms-Liebfrauen 143, 3/2012, S. 11–15.